# 水迷宫

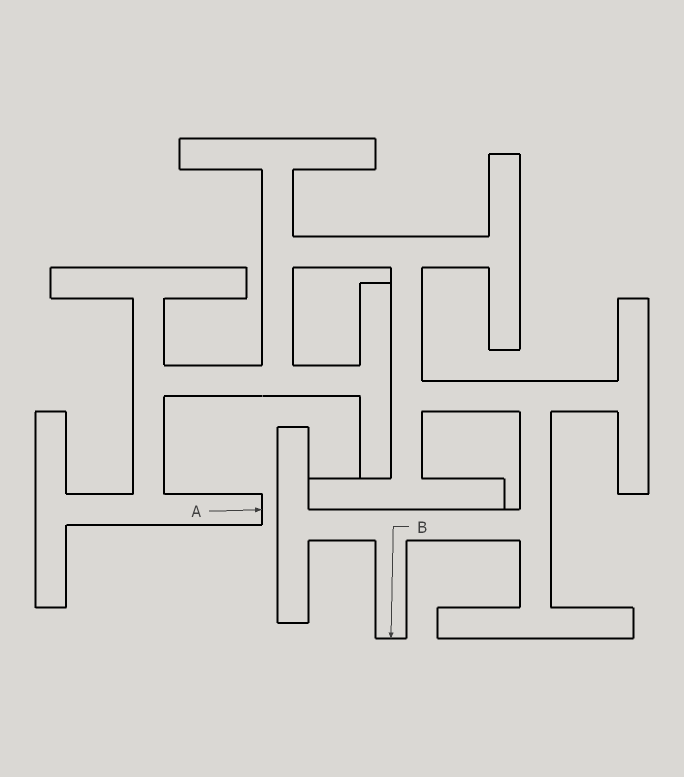
一座辛辛那提水迷宫的示意圖。題目可以是從A至B，或從B至A。

水迷宫（water maze），是一种用来测验动物记忆的实验设备，其中的路径充满了水，使动物具有逃脱的动机 。
存在许多不同的水迷宫，如T-和Y-迷宫、辛辛那提水迷宫和放射臂迷宫。水迷宫被用来测试辨别学习和空间学习能力。莫里斯水航行任务通常也称作一个“水迷宫任务”，但是严格地说，它并不是一个迷宫。这些迷宫辅助研究的发展，例如海马突触可塑性、NMDA受体功能和研究神经退化性疾病，如阿尔茨海默氏症。